# Tony Watson II
Tony Leonardo Watson II (* 9. Dezember 1990 in West Palm Beach, Florida) ist ein US-amerikanischer Basketballspieler. Er spielte vier Jahre für die Palm Beach Gardens High School. Er war drei Spielzeiten lang Teamkapitän seiner Mannschaft, bevor er seinen Schulabschluss erlangte. 2009 erhielt Watson ein Stipendium der University of Buffalo, für die auch der langjährige Bundesligaspieler Louis Campbell aktiv war. Dort spielte der Aufbauspieler vier Jahre lang im Trikot der „Bulls“ in der NCAA Division I Basketball Championship. In seinem Abschlussjahr kam Watson II auf 11,3 Punkte pro Spiel und 3,6 Korbvorlagen je Begegnung.
Im Sommer 2013 gab der ProA-Aufsteiger, die Bayer Giants Leverkusen bekannt, dass sie Tony Watson für eine Spielzeit unter Vertrag genommen haben. Dort sollte er den Abgang von Leistungsträger Josh Parker kompensieren.

## Sonstiges
Watson ist Anhänger der Miami Heat, sein Lieblingsspieler ist LeBron James.